# Сидарберг (Висконсин)
Сидарберг (енгл. Cedarburg) град је у америчкој савезној држави Висконсин.

## Демографија
По попису из 2010. године број становника је 11.412, што је 504 (4,6%) становника више него 2000. године.
| Група             | 2000.          | 2010.          |
| Белци             | 10.629 (97,4%) | 10.848 (95,1%) |
| Афроамериканци    | 27 (0,2%)      | 87 (0,8%)      |
| Азијати           | 80 (0,7%)      | 170 (1,5%)     |
| Хиспаноамериканци | 94 (0,9%)      | 197 (1,7%)     |
| Укупно            | 10.908         | 11.412         |